# Авґусто Морейро де Олівейра
Авґусто Морейро де Олівейра (порт. Augusto Moreira de Oliveira; 6 жовтня 1896 — 13 лютого 2009) — португальський довгожитель, вік якого підтверджений Групою геронтологічних досліджень (GRG) та Групою LongeviQuest (LQ). На момент смерті був найстарішим чоловіком в історії Португалії. Також він був один із 20 найстаріших чоловіків у світі, його вік складав 112 років і 130 днів.

## Біографія
Авґусто народився 6 жовтня 1896 року в Гетіні, Ешпінью, Португалія. Коли йому було 100 років він міг пройти 5 кілометрів.
5 травня 2003 року, після смерті 107-річного ветерана Першої світової війни, Жозе Луїша Ладейри, Авґусто став найстарішим чоловіком Португалії.
На свій 111-й день народження він був у здоровому глузді, проте відчував труднощі зі спілкуванням та слухом. Він щодня прокидався о 8-9 годині ранку і випивав келих вина. Авґусто був фанатом Порту.
2 січня 2009 року, після смерті Марії де Жезуш, Авґусто став найстарішим мешканцем Португалії.
Через місяць, 13 лютого 2009 року, Авґусто Морейра помер через ускладнення грипу в Гетіні, Віла-Нова-ді-Гая, де прожив останні 15 років. Його вік на момент своїй смерті становив 112 років 130 днів.